# Mount Conner
Mount Conner, nazývaná také Atila nebo Artilla, je v krajině dominantní a osamělá stolová hora (pevninský útes) s výškou 859 m n. m. Mount Conner se nachází v oblasti Petermann v MacDonnell Region v Severním teritoriu v Austrálii. Hora má převýšení cca 300 metrů nad okolním terénem australského outbacku. Hora se nachází jižně od dálnice Lasseter Highway a východně od silnice Mulga Park Road. Cesta k hoře vede pouze pouštními cestami a na vrchol se dá vyjít jen pěšky. V Curtin Springs (nebo jinde) je možné si objednat návštěvu hory s průvodcem. Hora je na soukromém pozemku a vstup bez povolení je zakázán. Mount Conner pojmenoval v roce 1873 australský cestovatel William Gosse po australském politikovi Mountifort Longfield Connerovi. Okolí hory se nazývá Atilanya a je spojováno se spiritismem a pověstmi Aboriginců.

## Geologie

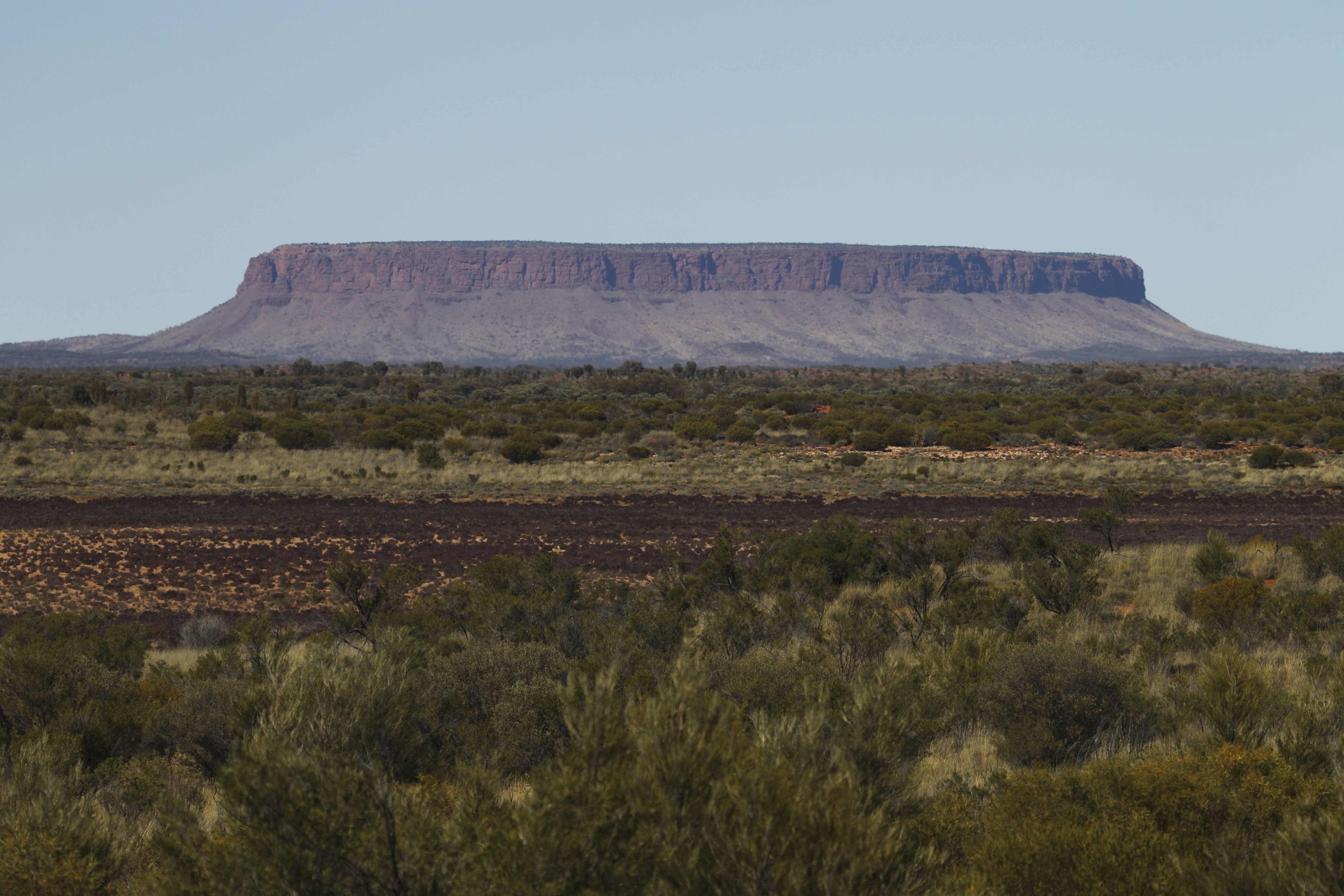

Mount Conner je erozním zbytkem (skalním sukem) křídové vyvýšeniny, která je tvořena slepenci, pískovci, prachovci a jílovci. Na povrchu hory se nacházejí usazené naplaveniny a po obvodu skalních stěn je osyp. V okolí se také nachází několik menších solných jezer, které jsou většinou vyschlá.

## Další informace
Přibližně 7 km jihovýchodním směrem se nachází ruiny Mount Connor Well Ruin (nazývané také Anari nebo Aneri Well), což je skalní trhlina zaplněná vodou. Přibližně 5,8 km severo-severovýchodním směrem se nachází větší skalní proláklina s vodou Beefwood Dam.

## Galerie

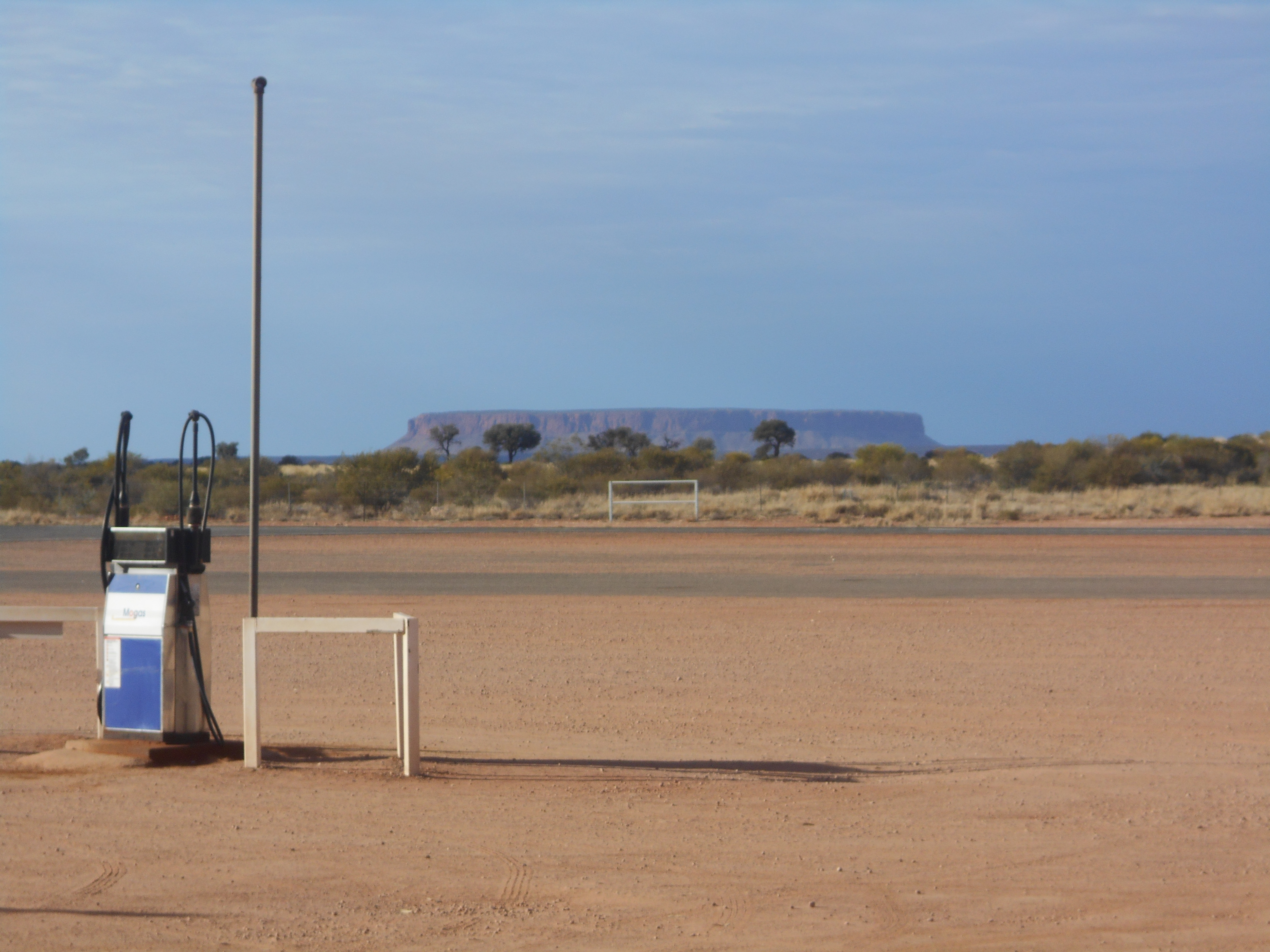
Pohled na Mount Conner z Curtin Springs